# ちきゅう屋駄菓子店
『ちきゅう屋駄菓子店』（ちきゅうやだがしてん）は、2007年4月15日から中部日本放送（CBC）で放送されていた東海3県向けのバラエティ番組である。中部電力の一社提供。

## 概要
CBCホールからの公開録画。
毎回、「地球の未来を救うかもしれないヒント」を持ったお客さん（ゲスト）がやって来る。
前番組は『がんばれ!ペナキッズ』。
なお、2008年9月28日の放送をもって終了した。

## 放送時間
- 毎週日曜日 13:24 - 13:54

## 出演者
- 渡辺正行：地球正行
戦後の子供たちに安くておいしいお菓子や楽しいおもちゃを提供したいと、駄菓子屋さんを開店。大好きな子供たちの未来のためにも何とか地球を救えないだろうかと悩んでいる。
- はしのえみ：娘・えみ
おっちょこちょいだけど人一倍気立てが良い。月野家に嫁いだけれど、商社に務めるご主人がブラジルに単身赴任したため、「ちきゅう屋」で暮らしている。
- 関根麻里：孫娘・麻里
インターナショナルスクールに通う女子高生。学校の先生の影響で実はエコに詳しかったりする。
- 三国由奈：「エコかわ自転車散歩」担当
究極のエコムーバー・自転車に乗って東海地方の四季折々のおすすめサイクリングスポットを紹介する。
- 江崎明：ナレーション担当

## ゲスト
2007年
- 4月15日 - ヨネスケ
- 4月22日 - 堀ちえみ
- 5月6日 - 小堺一機
- 5月13日 - 田中義剛
- 5月20日 - 高樹沙耶
- 5月27日 - 横峯良郎
- 6月3日 - 佐藤藍子
- 6月10日 - 笑福亭笑瓶
- 6月17日 - 島崎和歌子
- 6月24日 - 蛍原徹
- 7月1日 - パンツェッタ・ジローラモ
- 7月8日 - IKKO
- 7月15日 - 柳沢慎吾
- 7月22日 - 山田邦子
- 7月29日 - 小倉久寛
- 8月5日 - 石丸謙二郎
- 8月12日 - 赤井英和
- 8月19日 - 間寛平
- 8月26日 - 宮崎美子
- 9月2日 - 佐藤弘道
- 9月9日 - ザ・たっち
- 9月16日 - 奈美悦子
- 9月23日 - ボビー・オロゴン
- 9月30日 - 中尾彬
- 10月7日 - ルー大柴
- 10月14日 - 島崎俊郎
- 10月21日 - 長谷川理恵
- 10月28日 - 原口あきまさ
- 11月4日 - 林マヤ
- 11月11日 - 東貴博
- 11月18日 - 榊原郁恵
- 11月25日 - 水野裕子
- 12月2日 - 石田靖
- 12月9日 - モンキッキー
- 12月23日 - はなわ

2008年
- 1月6日 - アンガールズ
- 1月13日 - 彦摩呂
- 1月20日 - さとう珠緒
- 1月27日 - 森末慎二
- 2月10日 - TIM
- 2月17日 - 山本淳一､小島あやめ
- 2月24日 - 假屋崎省吾
- 3月2日 - 中西哲生
- 3月9日 - 平山あや
- 3月16日 - ユンソナ
- 3月23日 - 矢口真里
- 3月30日 - 三倉茉奈・佳奈
- 4月6日 - 本村健太郎
- 4月13日 - 小倉優子
- 4月20日 - 森田正光
- 4月27日 - 石原良純
- 5月4日 - 大林素子
- 5月11日 - 泰葉
- 5月18日 - 松居一代
- 5月25日 - 野々村真
- 6月1日 - 青田典子
- 6月8日 - 辺見えみり
- 6月15日 - 川上麻衣子
- 6月22日 - モト冬樹
- 6月29日 - 平泉成
- 7月6日 - 前田美波里
- 7月13日 - 三船美佳
- 7月20日 - 堀内孝雄
- 7月27日 - 増田恵子
- 8月10日 - 加藤紀子
- 8月17日 - つるの剛士
- 8月24日 - 島田洋七
- 8月31日 - 的場浩司
- 9月7日 - 藤本美貴
- 9月14日 - 奥山佳恵
- 9月21日 - 安達祐実
- 9月28日 - ガッツ石松

## スタッフ
- 構成：小林仁
- 音効：近藤有美
- プロデューサー：佐藤浩二、牛丸泰全
- 総合演出：増田達彦
- ディレクター：寺岡明
- 製作協力：CBCクリエイション
- 製作著作：CBC